# Кочетова, Любовь Валерьевна
Любовь Валерьевна Кочетова (род. 7 мая 1982 год, Санкт-Петербург) — мастер спорта России международного класса, трехкратная победительница этапов Кубка мира по конкуру.

## Биография
Любовь Валерьевна Кочетова родилась 7 мая 1982 года в Санкт-Петербурге. Первым тренером спортсменки был Александр Дровалев, личные тренеры — Олег Оводов и Эдуард Кочетов. Конным спортом Любовь Кочетова стала заниматься в возрасте 9 лет. В 21 год попала в сборную России. На Олимпийских играх в Пекине в 2008 году стала 61 после второго гита, вследствие чего не попала в финал. Становилась многократным призером международных стартов. Любовь Кочетова проходила тренировки в США по приглашению Американской федерации конного спорта. Ее тренером в США стал Жорж Моррис — старший тренер американской сборной.
В 2007 году на турнире в Орхусе Любовь Кочетова показала четвертый результат.
В 2008 году заняла второе место на Гран-при Открытого чемпионата США в Веллингтоне. В ноябре 2008 года стала четвертой на Гран-при Куала-Лумпур по конкуру. Вместе с семьей проживает в Польше.
В ноябре 2016 года в Лос-Анджелесе на этапе Кубка Мира по конкуру CSI4*-w Любовь Кочетова заняла 8 призовое место, она выступала на жеребце по кличке Балу ду Ревентон.